# AN/ALQ-99

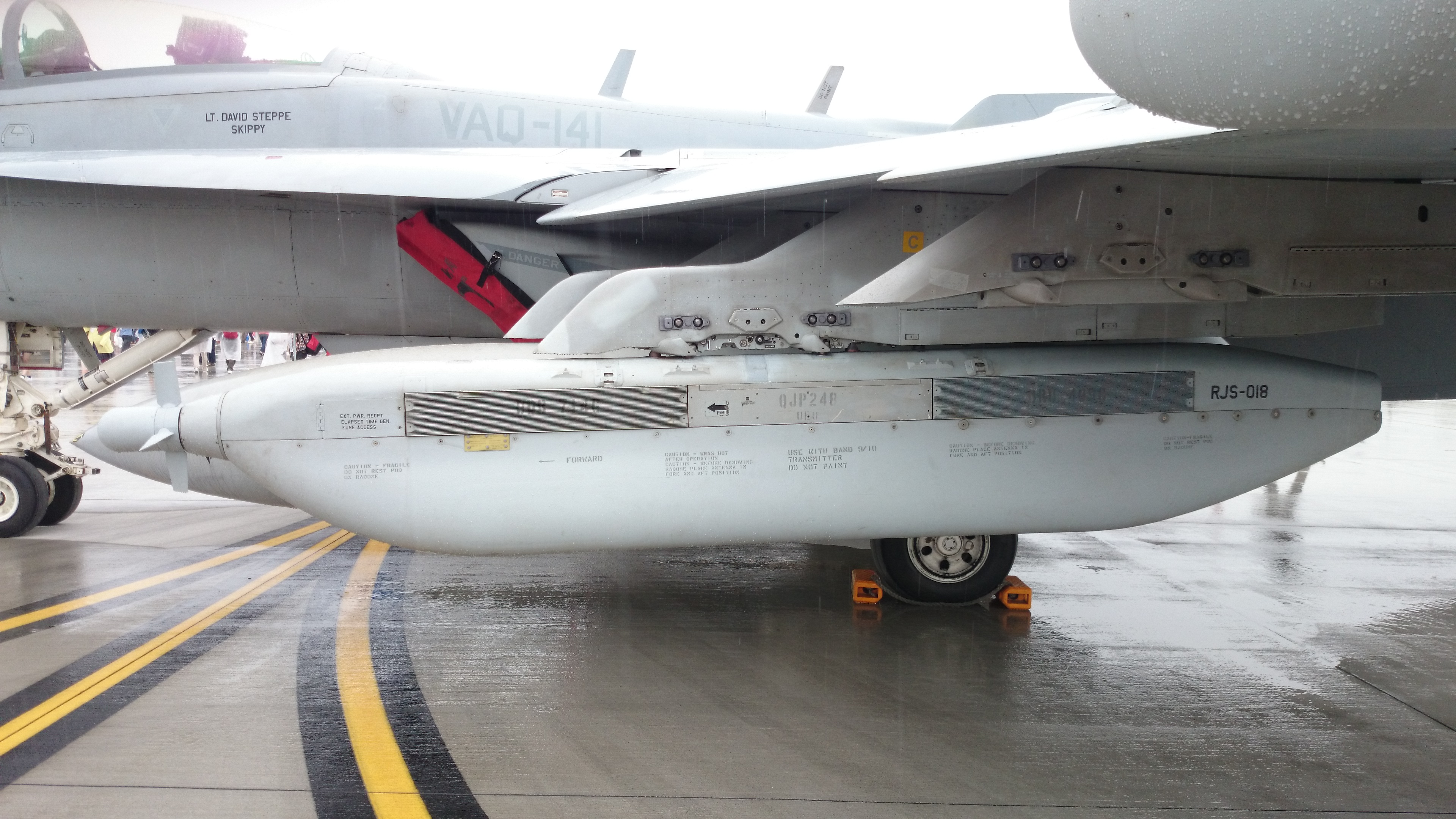
EA-18G搭載のAN/ALQ-99Fのポッド。

AN/ALQ-99戦術電波妨害装置（英語: Tactical Jamming System, TJS）は、アメリカ軍の電波妨害装置。電子戦機に搭載される。

## 来歴
開発契約は1966年8月に締結された。当初は攻撃支援のためのレーダー妨害を意図したシステムであったが、まもなく地上要撃管制と要撃機との音声リンク、更にはデータ・リンクに対する通信妨害機能も付与された。
また1960年代末には、ソビエト連邦軍の機上レーダーやミサイルへの妨害機能も追加されたほか、1985年ごろにはAGM-88対レーダーミサイルの火器管制機能も付与された。

## 設計
本機では、対応する周波数を下記の周波数帯に区分している。
- バンド1 - VHF（64～150 MHz）
- バンド2 - Aバンド（150～270 MHz; レーダーのG/Pバンドに相当）
- バンド4 - Cバンド（500 MHz～1 GHz）
- バンド5/6 - Dバンド（1～2.5 GHz; レーダーのLバンドに相当）
- バンド7 - E/Fバンド（2.5～4 GHz; レーダーのSバンドに相当）
- バンド8 - G/Hバンド（4～7.5/7.75 GHz; レーダーのCバンドに相当）
- バンド9 - I/Jバンド（7.5/7.75～11 GHz; レーダーのXバンドに相当）

EA-6B初期型で搭載されていたALQ-99では、バンド1/2およびバンド4、7をカバーしていた。EA-6B後期型およびEXCAP（EXtended CAPability）で装備化されたALQ-99Aでは、さらにバンド5/6および8が追加された。その後、信頼性向上などを図って、ALQ-99B、ALQ-99Cと順次に改良された。これらはいずれも半自動システムとされていた。これはコンピュータが実用化される以前は、自動化は信頼性に問題があると考えられていたためであった。
1977年に進空したEA-6B ICAP-1で装備化されたAN/ALQ-99Dにおいて、複雑化する電子戦環境に対して、従来の半自動方式では対応できないことが判明したことから、同シリーズにおいてアナログ・コンピュータが導入された。受信機もデジタル化されている。また空軍のEF-111向けとして、AN/ALQ-99Eも開発された。同機では電子戦士官が1名のみ（EA-6Bでは3名）であったことから、自動化が進められている。その後、1980年に進空したEA-6B ICAP-2で装備化されたAN/ALQ-99Fでは全面的な改設計が施された。電子計算機はAN/AYK-14に更新された。
AN/ALQ-99のサブシステムの多くは、ポッドに収容されて主翼下に搭載されている。例えば-99Fにおいては、このポッドは4.7×0.7×0.5メートルの大きさで、先端には機器の電源用のラムエア・タービン（RAT）が設置されている。RATは指示対気速度（IAS）185 km/hで作動を開始し、356 km/hで送信機1基、407 km/hで送信機2基の所要電力を賄うことができ、最大27 kVAの出力を発揮できる。
ポッドのアンテナは電子走査式とされており、ビーム幅は30度、出力はおおむね1 kW/MHzで、旧式のAN/ALQ-99は最大10.8キロワット、新型は6.8キロワットとされる。このポッドには複数の種類があり、それぞれが異なった、もしくは相互に重複する周波数帯をカバーするようになっており、任務や敵情に応じて選択される。-99Fにおいては、下記のような構成がある。
- バンド1用×1基＋バンド2用×1基 - 494 kg
- バンド4用×2基 - 460 kg
- バンド4用×1基＋バンド5/6用×1基 - 475 kg
- バンド4用×1基＋バンド7用×1基 - 465 kg
- バンド4用×1基＋バンド8用×1基 - 467 kg
- バンド4用×1基＋バンド9用×1基 - 477 kg
- バンド5/6用×2基 - 489 kg
- バンド5/6用×1基＋バンド7用×1基 - 480 kg
- バンド5/6用×1基＋バンド8用×1基 - 482 kg
- バンド5/6用×1基＋バンド9用×1基 - 492 kg
- バンド7用×1基＋バンド7用×1基 - 470 kg
- バンド7用×1基＋バンド8用×1基 - 472 kg
- バンド7用×1基＋バンド9用×1基 - 482 kg
- バンド8用×2基 - 474 kg
- バンド8用×1基＋バンド9用×1基 - 484 kg
- バンド9用×2基 - 494 kg

一方、広帯域受信機を中核としたシステム統合受信機（System Integrated Receiver, SIR）については、垂直尾翼上端の大型フェアリングに配置されていた。ただしこれは、EA-6B ICAP-3においては64 MHzから40 GHzまで対応したAN/ALQ-218（旧称LR-700）によって更新されている。
また次世代電波妨害装置完成までの繋ぎとして、更なる改修が実施されている。これはプログラマブル技術を適応して、信頼性や能力を向上させ、ミッションのニーズの変化に適応するもので、ユニバーサル・エキサイターのコンポーネントのアップグレードを含む3つのコンポーネントが交換され、寿命延長改修が行われる。再設計は2017年6月に完了する予定。

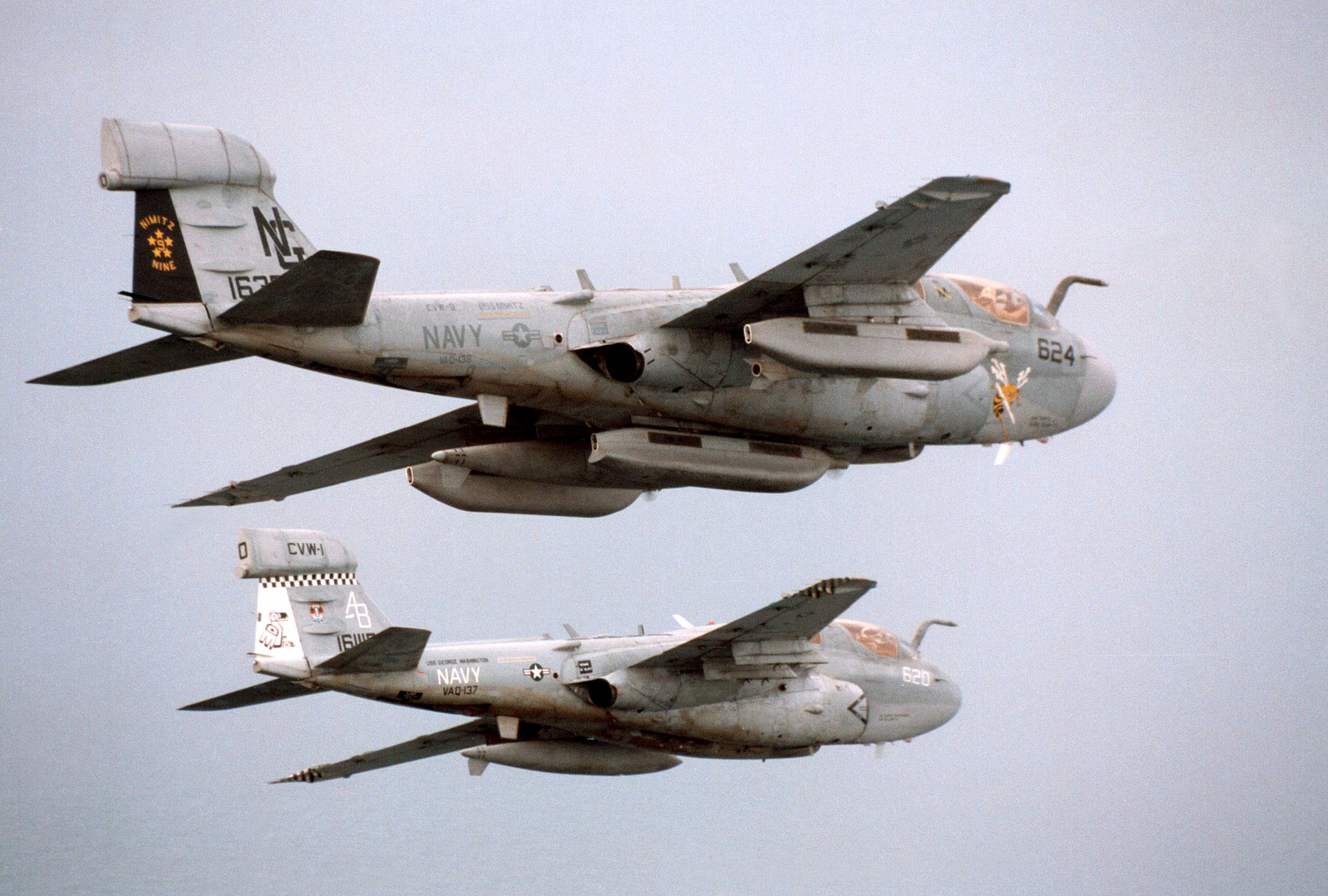
EA-6B。両機とも垂直尾翼にフェアリングを備え、手前の機体は3基のポッドを主翼及び機体の下部に搭載している
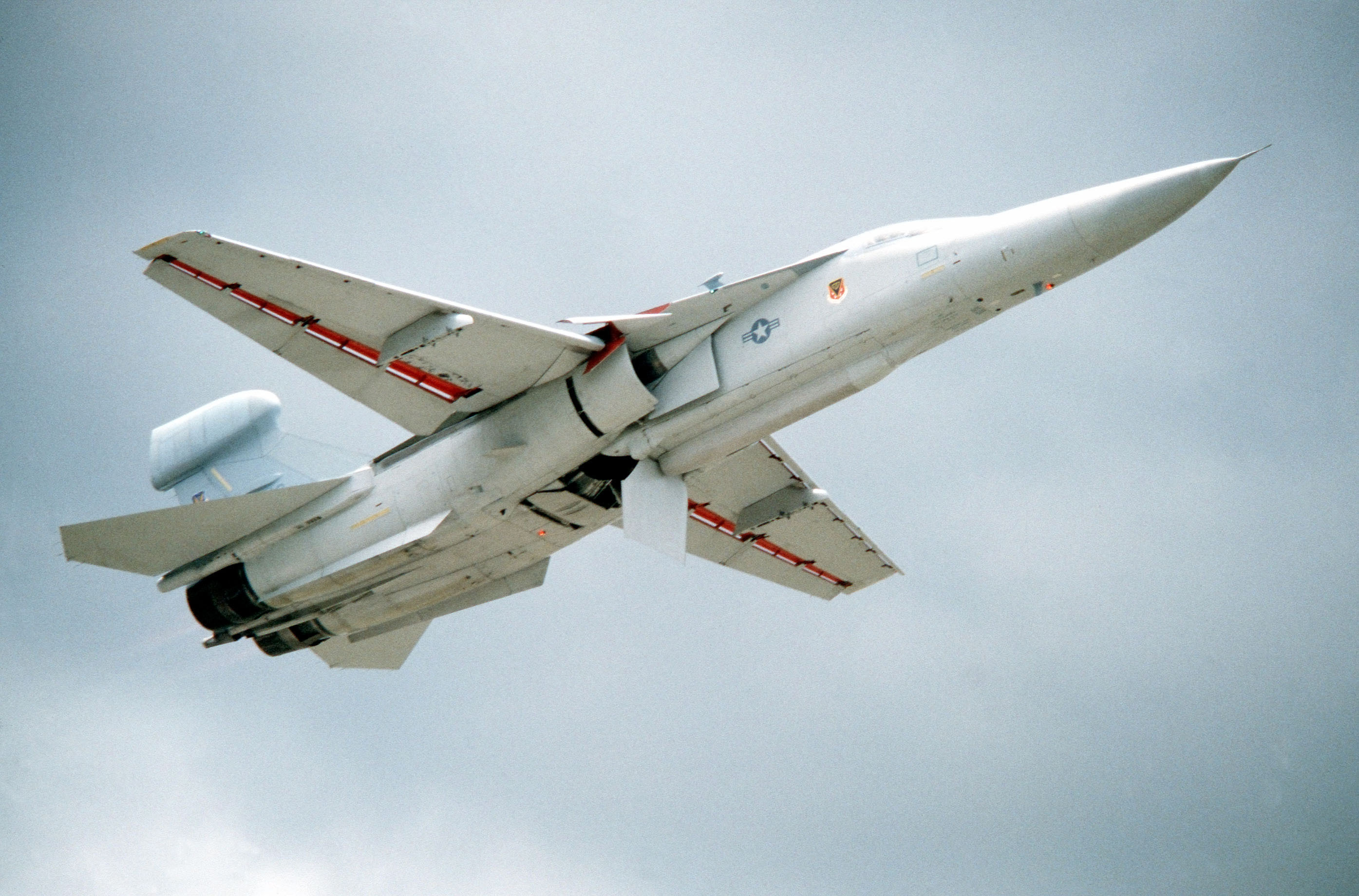
EF-111A。本機では機器の多くが内蔵化されており、垂直尾翼のフェアリングのほかは機体下面のカヌー型レドームのみが露出している

## 運用
AN/ALQ-99は、1970年代のベトナム戦争からリビア爆撃、湾岸戦争、ノーザン・ウォッチ作戦、サザン・ウォッチ作戦、アライド・フォース作戦、イラク戦争、2011年に入ってのオデッセイの夜明け作戦など様々な軍事行動において使用された。
だが信頼性が低く、機上試験においても頻繁にエラーを出し、これは実戦においても作戦失敗という形で反映された。EA-18Gでは機体のAESAレーダーに干渉して最高速度を下げることになり、乗員2名で扱うには大きな負担を課するシステムであった。
そのため、後継ポッドとしてAN/ALQ-249次世代電波妨害装置が開発されている。

### 搭載機
アメリカ海軍のEA-18Gに搭載されている。海軍及びアメリカ海兵隊のEA-6Bやアメリカ空軍のEF-111Aにも搭載されていたが、退役に伴い運用を終了した。